# یانوش روینسکی
یانوش رِوینسکی (لهستانی: Janusz Rewiński؛ زادهٔ ۱۶ سپتامبر ۱۹۴۹) بازیگر اهل لهستان است.
از فیلم‌ها یا مجموعه‌های تلویزیونی که وی در آن‌ها نقش داشته‌است، می‌توان به کیلر، گولچاک، نظرت چیه؟، حلقه و رز، رانندگان جایگزین و سفرهای آقای کِـلِـکْسْ اشاره نمود.